# Dani Hvarskog kazališta
Dani Hvarskog kazališta su književno-znanstvena i scenska manifestacija, koja se održava svake godine u gradu Hvaru, u organizaciji Zavoda za povijest hrvatske književnosti, kazališta i glazbe HAZU, Književnog kruga Split, Hvarskog pučkog kazališta i Poglavarstva Grada Hvara.

## Povijest
Manifestacija je utemeljena 1974. godine. Tematski se bavi hrvatskom književnošću i kazalištem. Trajanje im je obično manje od tjedan dana. U svom programu, Dani Hvarskog kazališta imaju dramski dio programa i znanstveni skup. U dramskom dijelu programa izvode se predstave hrvatskih autora. Mjesta izvođenja su staro Hvarskom kazalištu, na otvorenom ili nekoj drugoj lokaciji. Središnji događaj Dana je znanstveni skup o hrvatskoj književnosti. Izlaganja sa skupa objavljuju se u zborniku Dani Hvarskoga kazališta - građa i rasprave o hrvatskoj književnosti i kazalištu.

## Teme dosadašnjih Dana
1. 1974.: Uvod u dane Hvarskog kazališta (eseji i građa o hrvatskoj drami i teatru)
2. 1975.: Srednjovjekovna folklorna drama i kazalište
3. 1976.: Renesansa
4. 1977.: XVII: stoljeće
5. 1978.: XVIII. stoljeće
6. 1979.: XIX. stoljeće
7. 1980.: Moderna
8. 1981.: Miroslav Krleža
9. 1982.: Hrvatska dramska književnost i kazalište u međuratnim godinama
10. 1983.: Hrvatska dramska književnost i kazalište od predratnih revolucionarnih previranja do 1955.
11. 1984.: Suvremena hrvatska drama i kazalište (1955-1975)
12. 1985.: Stoljeća hrvatske dramske književnosti i kazališta (provjere i poticaji)
13. 1986.: Hanibal Lucić
14. 1987.: Nikola Nalješković i Mavro Vetranović
15. 1988.: Marko Marulić
16. 1989.: Hrvatski humanizam: Ianus Pannonius
17. 1990.: Hrvatski humanizam: Dubrovnik i dalmatinske komune
18. 1991.: Hrvatski humanizam: XVI. stoljeće - protestantizam i reformacija
19. 1992.: Hrvatsko kajkavsko pjesništvo do preporoda
20. 1993.: Hrvatsko barokno pjesništvo: Dubrovnik i dalmatinske komune
21. 1994.: Hrvatska književnost 18. stoljeća: tematski i žanrovski aspekti
22. 1995.: Hrvatska književnost 18. stoljeća : tematski i žanrovski aspekti
23. 1996.: Hrvatska književnost uoči preporoda
24. 1997.: Hrvatska književnost u doba preporoda (ilirizam, romantizam)
25. 1998.: Hrvatska književnost od preporoda do Šenoina doba
26. 1999.: Razdoblje realizma u hrvatskoj književnosti i kazalištu
27. 2000.: Književnost i kazalište hrvatske moderne: bilanca stoljeća
28. 2001.: Književnost i kazalište hrvatske moderne: bilanca stoljeća II
29. 2002.: Hrvatska književnost i kazalište dvadesetih godina 20. stoljeća
30. 2003.: Hrvatska književnost, kazalište i avangarda dvadesetih godina 20. stoljeća
31. 2004.: Igra i svečanost u hrvatskoj književnosti i kazalištu
32. 2005.: Prostor i granice hrvatske književnosti i kazališta
33. 2006.: Prešućeno, zabranjeno, izazovno u hrvatskoj književnosti i kazalištu
34. 2007.: Počeci u hrvatskoj književnosti i kazalištu
35. 2008.: Nazbilj i nahvao : etičke suprotnosti u hrvatskoj književnosti i kazalištu od Marina Držića do današnjih dana
36. 2009.: Putovanje, lutanje i bijeg u hrvatskoj književnosti i kazalištu
37. 2010.: Pamćenje, sjećanje, zaborav u hrvatskoj književnosti i u kazalištu
38. 2011.: Hvar - književnost i kazalište
39. 2012.: Gavella - riječ i prostor
40. 2013.: Četiri desetljeća Hvarskoga kazališta: dosezi i propusti u istraživanju hrvatske književnosti i hrvatskog kazališta
41. 2014.: Prvi svjetski rat u kulturnom pamćenju
42. 2015.: Publika i kritika
43. 2016.: Pučko i popularno
44. 2017.: Pučko i popularno II
45. 2018.: Književnost, kazalište, domovina
46. 2019.: Hvarsko kazalište - prošlost, obnova, budućnost - autorsko i žanrovsko
47. 2020.: Sučeljavanja u hrvatskoj književnosti i kazalištu

## Vanjske poveznice
Mrežna mjesta
- Dani Hvarskoga kazališta, zbornik